# Commandant de Pimodan (F787)
Le Commandant de Pimodan est un aviso de type A69 classe d'Estienne d'Orves de la Marine nationale. Son indicatif visuel était F787. Sa ville marraine était Segré. En service de 1978 à 2000, il est le deuxième navire portant le nom du commandant Henri de Pimodan (1911-1945), capitaine de corvette, résistant, arrêté et torturé, mort en déportation.

## Service actif
Lancé en 1978, il est successivement basé à Cherbourg et Toulon. Il est ensuite réaffecté à Brest en 1995 avant d’être désarmé le 28 juillet 2000. Acheté par la marine turque, il porte le nom de  Bozcaada.